# Barleria affinis
Barleria affinis es una especie de planta con flores del género Barleria, familia Acanthaceae.
Es nativa de Botsuana y Zimbabue.

## Descripción
Hojas ampliamente ovadas de 0.6–2.3 × 0.8–2.8 centímetros, ápice redondeado; superficies con tricomas (pelos) densos y pálidos.  Pecíolo de 2,5–14 mm de largo.  Las semillas de Barleria affinis pueden crecer 3–4 mm de largo y ancho.